# Horst Dempwolff
Horst Dempwolff (* 9. Juli 1913 in Rodemachern, Lothringen, Deutsches Reich; † 30. Oktober 1983 in Sursee, Schweiz) war ein deutscher Komponist und Filmkomponist.

## Leben und Wirken
Der im äußersten Norden Lothringens geborene Dempwolff wuchs in Mitteldeutschland auf und machte 1932 sein Abitur in Mittweida. Anschließend volontierte er im kaufmännischen Bereich und begann schließlich, ein Musikstudium in Leipzig aufzunehmen. Nebenbei verfasste er erste Kompositionen, auch für kurze Dokumentarfilme. Seit Kriegsausbruch 1939 diente er in der Wehrmacht. 1948 begann Dempwolff als freischaffender Komponist für die westdeutsche Produktionsfirma Filmaufbau Göttingen GmbH zu arbeiten, später folgten auch andere filmische Auftraggeber.
Dabei handelte es sich zunächst um Kurzdokumentarfilme (Industriefilme und Kulturfilme), später folgten Aufträge für Kinospielfilme wie für Fernsehproduktionen. Dempwolff komponierte aber auch für Werbespots und Zeichentrickfilme und verfasste einzelne Chansons, Lieder und Orchesterwerke. Unter Pseudonymen (Andreas Michell, Fen Mico) schrieb Dempwolff aber auch Blasmusik, Schlager und andere Lieder. Auch im Jazzmusikbereich hatte er sich betätigt.

## Auszeichnungen (Auswahl)
- 1957: Filmband in Gold
- 1964: 3. Preis auf dem Internationalen Industriefilmfestival London
- 1965: Silbermedaille auf dem Wirtschaftsfilmfestival in Wien
- 1966: Goldmedaille auf dem Internationalen TV-Festival für technische Filme in Rom
- 1978: Silber-Award auf dem Internationalen Film- und TV-Festival in New York 1978

## Filmografie
- 1938: Auf Bergstraßen durch Bäderland Schlesien (Dokumentarkurzfilm)
- 1951: Der neue Zug (Dokumentarkurzfilm)
- 1951: Wir sind doch Brüder (Dokumentarkurzfilm)
- 1951: Ein Weg (Dokumentarkurzfilm)
- 1952: Inselsommer (Dokumentarkurzfilm)
- 1953: Fliegende Untertassen (Dokumentarkurzfilm)
- 1954: Der Tag, an dem die Sonne erlosch (Dokumentarkurzfilm)
- 1955: Die leuchtende Stadt (Dokumentarkurzfilm)
- 1955: Die verschwundene Stadt Dresden (Dokumentarkurzfilm)
- 1956: Stählerne Adern (Dokumentarkurzfilm)
- 1957: Kein Auskommen mit dem Einkommen
- 1957: Egon, der Frauenheld
- 1957: Frauenarzt Dr. Bertram
- 1958: Eine Reise ins Glück
- 1958: Blitzmädels an die Front
- 1959: Weltstädte im Banne des Verkehrs (Dokumentarkurzfilm)
- 1959: Arzt aus Leidenschaft
- 1960: Ein Student ging vorbei
- 1960: Hannover-Messe (Dokumentarkurzfilm)
- 1961: Drei Farben (Dokumentarkurzfilm)
- 1962: Wetter veränderlich (Fernsehfilm)
- 1962: Nie hab ich nie gesagt (Fernsehfilm)
- 1963: Der stumme Kronzeuge (Fernsehfilm)
- 1964–65: Das Kriminalmuseum (TV-Serie, vier Folgen)
- 1965: Alarm in den Bergen (TV-Serie, eine Folge)
- 1965: Anno Domini MCMLXV (Dokumentarkurzfilm)
- 1966: Ein neuer Weg nach Norden (Dokumentarkurzfilm)